# Dobry człowiek (album)
Dobry człowiek – trzeci solowy album polskiego rapera Bonusa RPK.
Premiera album odbyła się 5 czerwca 2013 roku nakładem wytwórni Ciemna Strefa. Za warstwę muzyczną albumu odpowiadają: Wrotas, NWS, Tytuz, Maupa, WoWo oraz DJ 600V. Na albumie gościnnie udzielili się: Damian, Kokot, Piechu, Łysy, Dobo, Piechu, Paprodziad, Kowal, Szymon, Czarny, Czychacz, Rogal, Karat, Łapa, Dudek, Saful, Lewy, Narczyk, Kokot, Arturo, Bliźniak, Marcinek oraz Rest. Celem promocji albumu stworzono teledyski do utworów „Zrobić coś z niczego”, „Dawno temu”, „Szarość zwykłego dnia”, „Życie na patencie”, „Sportowa Warszawa” oraz „Pamiętaj”.
W kwietniu 2024 nagrania uzyskały certyfikat złotej płyty.

## Lista utworów
Opracowano na podstawie materiału źródłowego.
1. „Dobry człowiek” (produkcja: Wrotas)
2. „Zrobić coś z niczego” (produkcja: Wrotas)
3. „Dawno temu” (produkcja: NWS)
4. „Już jako dzieciaki RMX” (produkcja: Tytuz, gościnnie: Damian)
5. „Zakochani w rapie” (produkcja: Wrotas)[A]
6. „Z życia – Skit”
7. „Szarość zwykłego dnia” (produkcja: Wrotas)
8. „Niewdzięczni synowie” (produkcja: Wrotas, gościnnie: Apgar, Dobo, Dziki, Piechu)
9. „Polski galimatias” (produkcja: NWS, gościnnie: Damian, Paprodziad)
10. „Kto ma gorzej RMX” (produkcja: Maupa, gościnnie: Damian, Dobo, Kowal, Szymon)
11. „Nie bądź obojętny” (produkcja: Wrotas, gościnnie: Cyhacz, Czarny)
12. „Wszystko jest dla ludzi” (produkcja: WOWO, gościnnie: Rogal)
13. „Życie na patencie” (produkcja: WOWO, gościnnie: Karat)
14. „Sportowa Warszawa” (produkcja: WOWO, gościnnie: Arturo, Bliźniak, Karat, Kokot, Lewy, Marcinek, Narczyk, Rest, Saful, Łapa)
15. „Pamiętaj” (produkcja: WOWO)
16. „Polski galimatias RMX” (produkcja: DJ 600V, gościnnie: Damian, Paprodziad)
17. „Pozdrówki i podziękowania” (produkcja: NWS)

Notatki
- A^ Z wykorzystaniem sampli pochodzących z piosenki „A Man Alone” w wykonaniu Alana Hawkshawa[6].